# بليموث (برمجية)
بليموث (بالإنجليزية: Plymouth)‏ هو تطبيق يوفر تجربة إقلاع رسومية لنظم تشغيل لينكس. يدعم بليموث الرسوميات المتحركة باستخدام مدير التصيير المباشر (DRM) وتعاريف إعداد وضع النواة (KMS). يأتي بليموث مدمجًا مع قرص الذاكرة العشوائية الأولي، مما يتيح له العمل قبل تحميل نظام الملفات. تدَّعي بعض المصادر أن بليموث سُمِّي على اسم صخرة بليموث، حيث يرمز ذلك إلى دور البرمجية باعتبارها أول ما يراه المستخدم عند إقلاع النظام، غير أن هذا لم يُؤكَّد رسميًا بأي شكل من الأشكال.

## التاريخ
بدأ تطوير بليموث في مايو 2007 لدى شركة ريد هات كبديل لنظام إقلاع ريد هات الرسومي (RHGB). وكانت فيدورا أول توزيعة تستخدم بليموث بشكل أساسي في إصدارها العاشر ليحل محل RHGB. كما ضمنه نظام أوبونتو منذ إصدارة 10.04 LTS المعروفة باسم "Lucid Lynx".
أصبح بليموث مضمنًا في العديد من توزيعات لينكس اليوم، مثل: أوبونتو، وفيدورا، ودبيان، ولينكس منت، وإم إكس لينكس، ومانجارو.

## التصميم
يتكون بليموث من مكوّنين أساسيين:
- plymouthd، وهو المكوّن الخفي (أو الخادم) المسؤول عن العرض والرسوميات والسجلات.
- plymouth، وهو العميل الذي يتيح للمستخدم التحكم في إعدادات بليموث، ويتعامل مع فك تعمية الأقراص المعماة.[9]

كما يوفر بليموث المكتبة البرمجية (libply.so) والتي تتيح للمطورين إنشاء تطبيقات تتفاعل مع الخادم.

## وصلات خارجية
- https://www.freedesktop.org/wiki/Software/Plymouth/
- https://launchpad.net/plymouth